# Trautsonové
Trautsonové, páni z Trautsonu, v němčině také Trautsohn, Trauthson nebo Trauthsohn apod., je jméno původně tyrolského šlechtického rodu.

## Vývoj
Roku 1541 byli povýšeni do stavu svobodných pánů v dědičných rakouských zemích (s predikátem von Sprechenstein), v roce 1579 stav svobodných pánů Svaté říše římské a dědičných zemí s predikátem urozený pán (Wohlgeboren), v roce 1598 bylo rodové panství Falkenstein povýšeno na říšské hrabství, a udělen predikát vysoce urozený a urozený pán (Hoch- und Wohlgeboren, hrabě Trautsohn zu Falkenstein, svobodný pán zu Sprechenstein und Schroffenstein), 1599 hraběcí stav v dědičných rakouských zemích, 1609 predikát Hoch- und Wohlgeboren pro dědičné rakouské země, 1615 potvrzení hraběcího stavu, 1711 říšský knížecí stav dědičný pro prvorozeného syna; predikát Hochgeboren; velký palatinát (bez práva nobilitace). Rod vymřel roku 1775.

## Historie

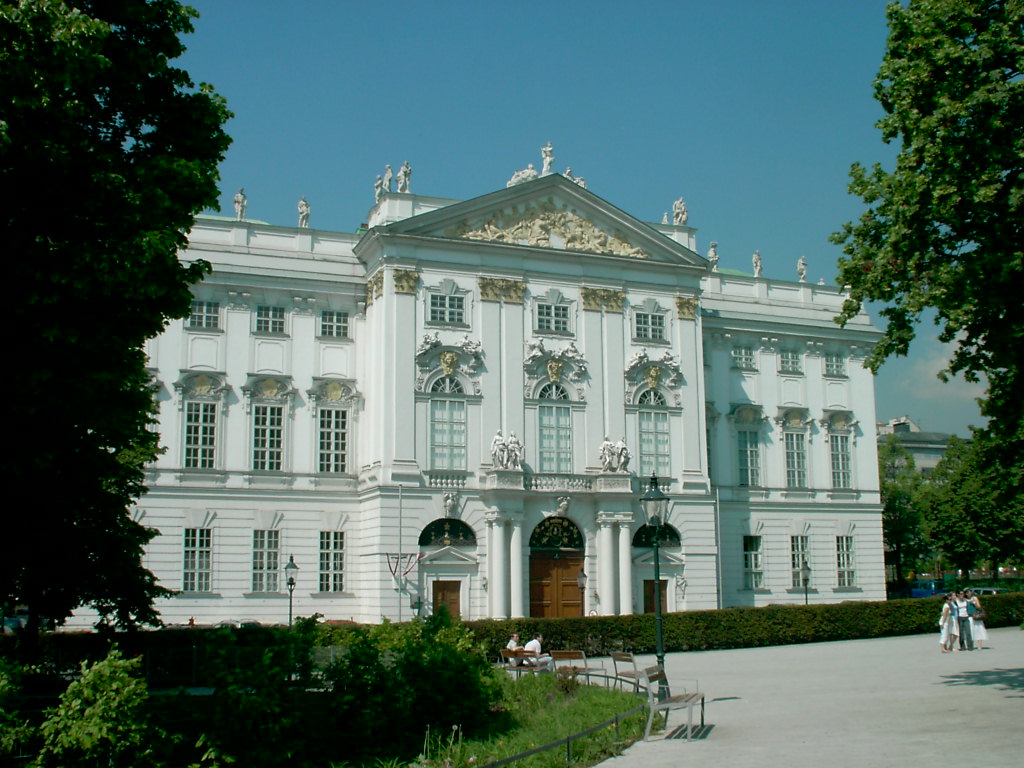
Vídeňský palác Trautsonů

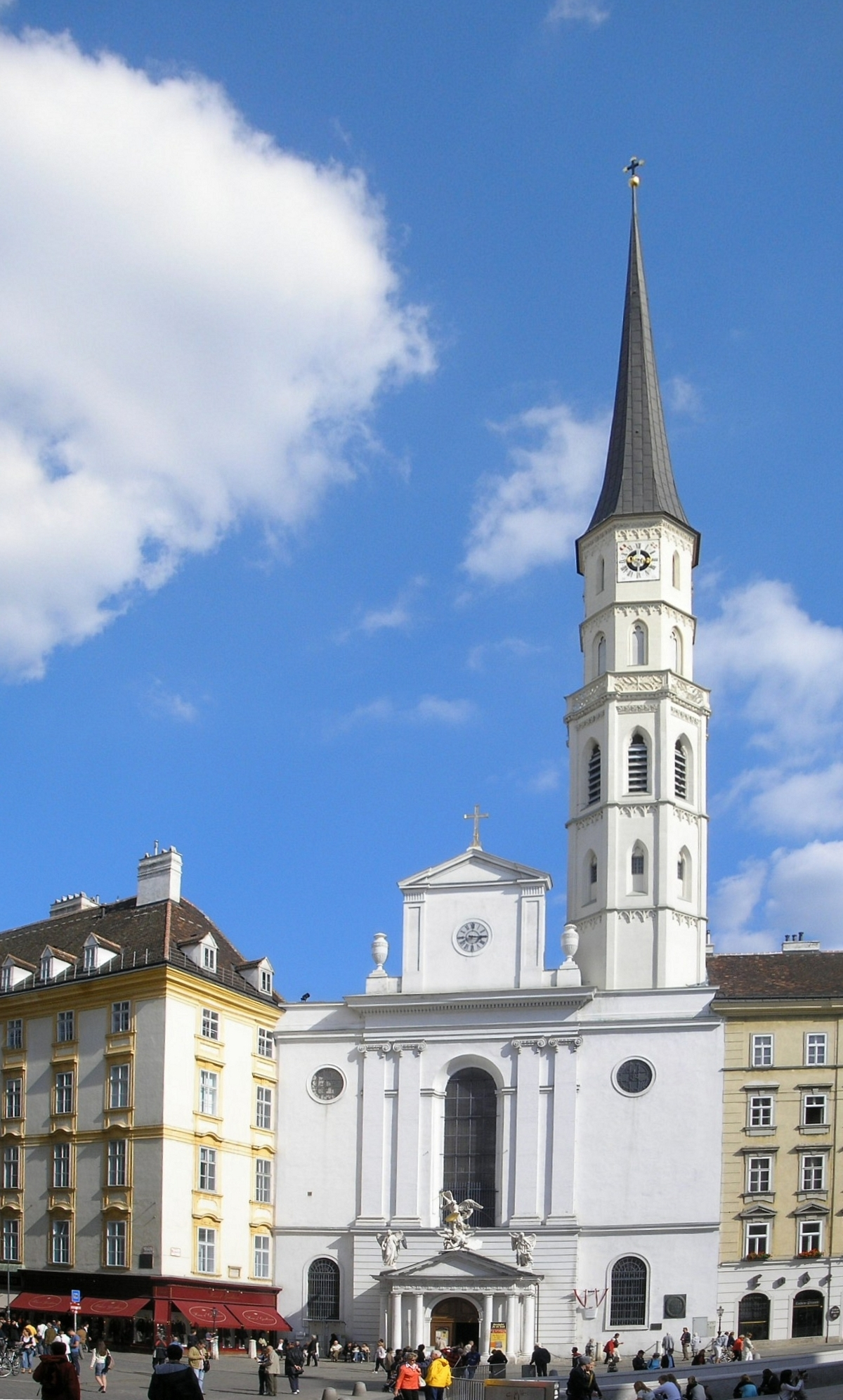
Pohřebiště Trautsonů – kostel sv. Michala ve Vídni

Přestože Trautsonové nepatří mezi nejznámější šlechtické rody, sehráli v dějinách českých zemí, resp. celé habsburské monarchie, významnou úlohu. Nezvyklé rodové jméno dalo podnět ke vzniku celé řady rodových pověstí. Podle jedné patřil prapředek rodu k nejvěrnějším rytířům císaře Lothara III. a zemřel při návratu z panovníkova italského tažení roku 1137. Císař daroval jeho synovi jménem Chrello otcovy statky, svěřil mu klíč od svých komnat a nazval jej „věrným synem“ (něm. truten Son). Zároveň nařídil, aby jeho potomci nosili rodové jméno Trautson.
Skutečnost, že se pověst nezakládá na pravdě, nic nemění na tom, že Trautsonové patří mezi velmi staré tyrolské šlechtické rodiny. Jejich předkem byl Schwigger von Reichenberg, připomínaný roku 1164 jako otec Heinricha Suppana a Chunrada Trutsona, ministeriálů tyrolského hraběte. Chunradovi potomci se na počátkem 13. století usadili na hradě Reifferstein u Sterzingu, který drželi do roku 1470. V pozdější době do majetku Trautsonů přešel Reiffeneck, Bildenegg a Sprechenstein, s jehož držbou byl spojen úřad zemského maršálka (v majetku rodu od 1315). Kontrola strategicky důležitých hradů na cestě vedoucí Brennerským průsmykem do Itálie a rostoucí zámožnost posunula Trautsony mezi nejvýznamnější tyrolské rody.
První opravdu výraznou osobností byl Jakob, pán na Reifenecku a Pfitschi. Vyznamenal se za křížové výpravy do Svaté země roku 1271 a po návratu získal lénem panství Ammergau s hradem Pettenau (1275). Jeho syny Konradem III. a Jacobem II. se rod rozdělil na dvě linie, ale Jacobova vymřela již v šesté generaci.
Pro další osudy rodu měl mimořádný význam potomek Konráda III. Pavel Sixtus († 1508). Vstoupil do služeb císaře Maxmiliána I., v řadách jeho armády bojoval v Říši a Itálii a roku 1508 padl v bitvě s Benátčany u Pieve di Cadore. Od dob Pavla Sixta byli Trautsonové úzce spjati s osudy rodu Habsburků, v jejichž službách také dosáhli nejvyšších poct.
Syn Pavla Sixta, Hans II. († zřejmě 1525) byl za vlády císařů Maxmiliána I. a Karla V. jednou z vůdčích osobností Tyrol. Roku 1513 se zde stal zemským maršálkem a o devět let později (1522) i nejvyšším zemským maršálkem a byl též královským radou. Hans II. měl sedm dětí.
Rod pokračoval jeho synem Hansem III., zvaným „mladší“ (1502/7–1589). Tomu se dařilo těžit z dobré pověsti, kterou měl u habsburského dvora jeho děd a otec. Pro jeho další kariéru měl velký význam sňatek (1531) s Brigittou Marií Susannou von Madruzzo. Pocházela z tyrolské šlechty, stejně jako on, její rodina však hrála na habsburském dvoře mnohem významnější úlohu. Brigittin otec byl hofmistrem tridentského biskupa Bernharda von Cles, vlivného kancléře Ferdinanda I., jehož nástupce v biskupském úřadě (1539–1578) Cristoforo Madruzzo byl Brigittiným bratrem. Díky vlivné protekci získal Hans III. významné úřady u dvora, byl dvorským maršálkem a nejvyšším hofmistrem, a své postavení si udržel za vlády čtyř císařů – Karla V., Ferdinanda I., Maxmiliána II. a Rudolfa II. Významně také rozšířil rodové državy a během 70. a 80. let 16. století skoupil řadu rakouských panství (Falkenstein (1571/72), Poysbrunn (1571), Laa an der Thaya (1578) a další). Roku 1541 byl povýšen do panského stavu.

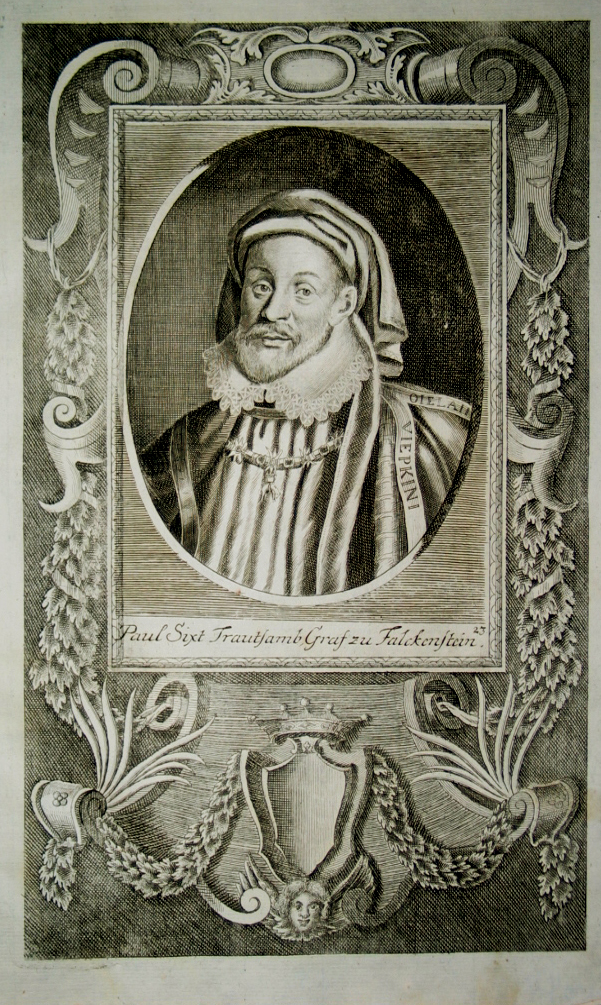
Pavel Sixtus Trautson

Jeho synové Baltazar II. († 1594) a Pavel Sixtus (1548–1621) založili dvě rodové větve. Z Baltazarovy (tyrolské) linie vynikli jeho synové Ferdinand († 1615), komtur Maltézských rytířů v Gröbmingu, a Antonín († zřejmě po roce 1600), nejvyšší hofmistr císaře Maxmiliána II., ta však roku 1629 vymřela.
Pavel Sixtus (1548–1621) patřil mezi nejvýznamnější politiky přelomu 16. a 17. století. Jeho kariéra je spojena zejména s osobou císaře Rudolfa II., který jej roku 1581 jmenoval svým radou, nejvyšším hofmistrem a později ministrem. V letech 1582–1594 zastával funkci prezidenta říšské dvorské rady. Trautson byl spolu s Wolfgangem Sigmundem Rumpfem nejmocnější osobou na panovnickém dvoře. Téměř neomezenou moc oba muži získali zejména během císařovy choroby na přelomu let 1580–1581, kdy se jim podařilo Rudolfa izolovat od jeho příbuzných a neobyčejně své postavení posílit.
V září 1600 Trautsonova a Rumpfova kariéra náhle skončila. Panovníkova duševní choroba se neustále zhoršovala a nemocný císař podezíral i své nejbližší. Rozhořčen domnělými intrikami francouzského krále Jindřicha IV. s říšskými knížaty obvinil Rumpfa ze zrady a s tasenou dýkou v ruce mu hrozil zabitím. Rumpfovi se podařilo utéci, ale krátce na to jej císař ze svých služeb propustil a vyhnal z Prahy. Pavel Sixtus, který se odvážil svého kolegy zastat, jej záhy následoval. Trautson se poté uchýlil na svá rakouská sídla Falkenstein a Poysbrunn. Z politiky však neodešel a roku 1606 se podílel na uzavření míru s Turky. Po nuceném odchodu z Rudolfova dvora se sblížil s jeho bratrem Matyášem a později se stal dokonce direktorem jeho tajné rady (1609). Po Matyášově smrti přešel do služeb Ferdinanda II., ale již v červenci 1621 zemřel.
Význačné postavení císařova důvěrníka dopomohlo Pavlu Sixtovi k vysokým poctám. Již roku 1579 se spolu s bratrem Baltazarem stal říšským svobodným pánem a o devatenáct let později (1598) povýšil císař Rudolf II. jeho panství Falkenstein na říšské hrabství. Hraběcí stav byl Trautsonovi potvrzen i za vlády císaře Matyáše (1615), kdy mu byl také udělen Řád zlatého rouna (1612/13). Poslední poctou byl dědičný hofmistrovský úřad v Dolních Rakousích, jejž získal od Ferdinanda II. roku 1620.
Svým druhým sňatkem s Annou († 1604), dcerou Mikuláše Popela z Lobkovic, se Pavel Sixtus spříznil s přední českou šlechtou a svým vlivem zaštítil vzestup jak manželčina otce, tak i jejích ambiciózních strýců Jiřího a Ladislava. Pavel Sixtus byl také prvním členem rodu, který získal statky v českých zemích – na počátku 17. století se jako držitelka panství Nové Hrady u Vysokého Mýta uvádí Anna z Lobkovic, provdaná Trautsonová, a potomci jejího manžela drželi panství až do roku 1749. Potomci Pavla Sixta Trautsona z prvních dvou manželství zemřeli v dětství a proto se jeho jediným dědicem stal syn ze třetího manželství se Susanou Veronikou baronkou von Meggau († po roce 1635) hrabě Jan František (1609–1663).
Jan František se v mládí stal společníkem císaře Ferdinanda III. a spolu s ním absolvoval „školní výuku“. Své vzdělání zakončil studiem římského práva na univerzitě v Sieně, kam se zapsal roku 1626 (Siena se stala jakousi „mateřskou univerzitou“ Trautsonů a během 17. a 18. století zde studovala řada příslušníků rodu). Jeho původ, vzdělání i protekce u císařského dvora jej předurčovaly k nejvyšším úřadům. Již roku 1629 se stal komořím, roku 1636 byl jmenován říšským a roku 1655 tajným radou. Zastával také funkci místodržitele v Dolních Rakousích. Roku 1650/53 byl vyznamenán řádem Zlatého rouna.
Za třicetileté války byla panství Trautsonů v Čechách a Rakousích hrozivě zpustošena. Významným ziskem pro Jana Františka proto bylo dědictví po tyrolské linii, která vymřela roku 1629. Ze tří manželství měl Jan František celkem devět dětí. Nejstarší syn Ferdinand (1631–1650) zemřel v necelých 19 letech v Římě. Arnošt (1633–1702) vystudoval teologii ve Vídni, byl kanovníkem kapituly v Salcburku (1654), infulovaným převorem ve Zwettlu (1661) a od roku 1685 vídeňským biskupem. Pavel Sixtus (1635–1678) se stal císařským diplomatem. Od roku 1676 zastával úřad vyslance u královského dvora v Madridu, kde o dva roky později zemřel. 
Ani jeden z nich neměl potomstvo. Dvě rodové linie pochází až od dalších synů Františka Eusebia (1640/2–1728) a Jana Leopolda Donáta (1659–1724).

## Hraběcí (poysbrunnská) linie

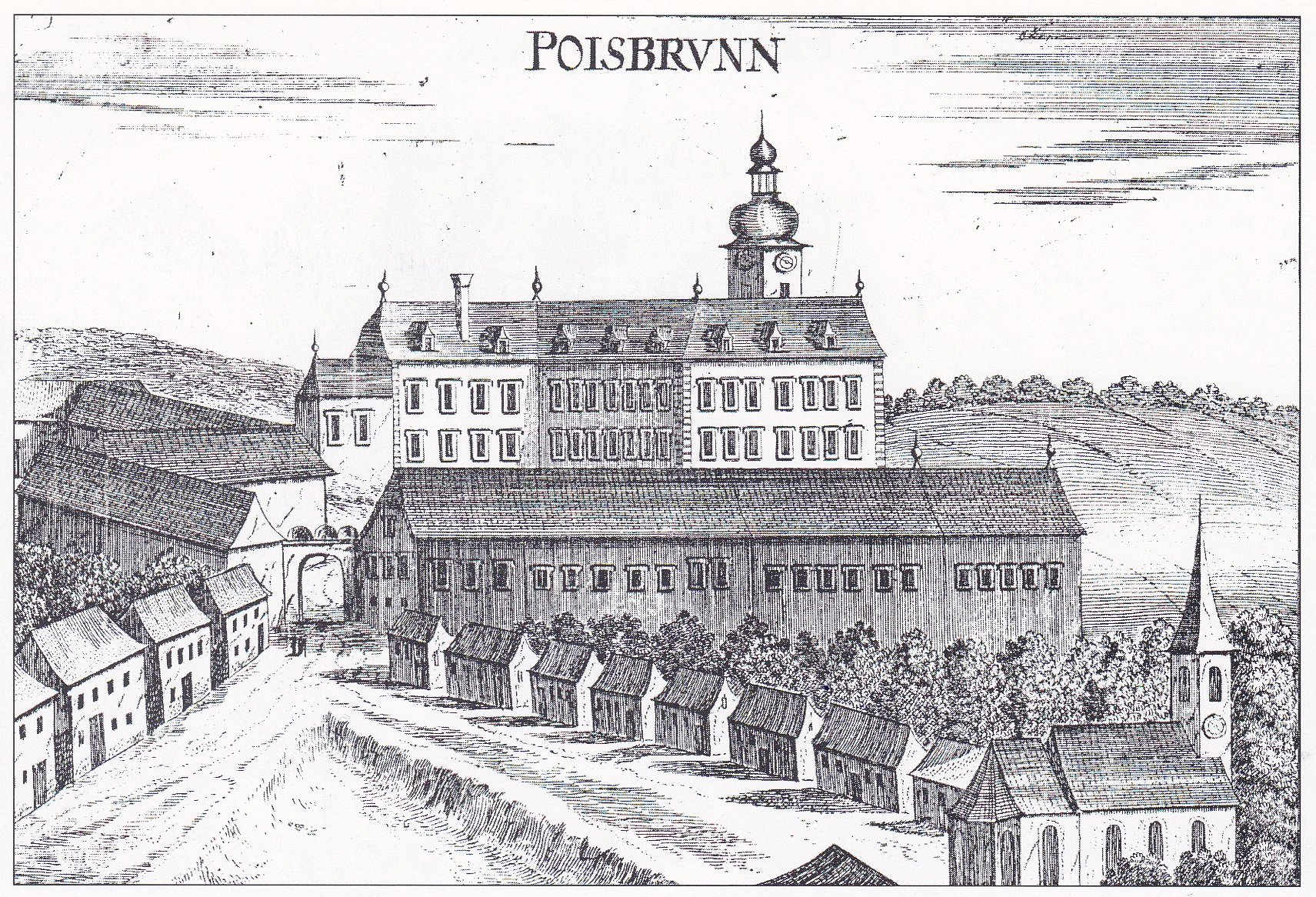
Zámek Poysbrunn z roku 1672

Starší větev rodu založil František Eusebius (1640/2–1728). Byl c. k. komořím a dolnorakouským vládním radou, od roku 1716 také skutečným tajným radou. Po smrti bratra Pavla Sixta jeho úřady v Horních Rakousích a Tyrolsku (1678), které další bratr vídeňský biskup Arnošt jako duchovní nemohl převzít. Zřejmě již dříve, pravděpodobně po otcově smrti, získal panství Nové Hrady, protože roku 1667 mu byl udělen český inkolát a o čtyři roky později byl přijat do moravského panského stavu (1671). Vlastníkem majorátních trautsonovských panství se ovšem stal až po smrti bratra Arnošta roku 1702.
František Eusebius se roku 1676 oženil s hraběnkou Annou Cecilií von Spaur (1642–1715). Jejich nejstarší syn František Antonín Clemens (1679–1738) studoval na univerzitě v italské Sieně, kde byl imatrikulován roku 1700. Ještě dříve se ovšem stal dolnorakouským vládním radou (1699) a roku 1712 skutečným císařským komořím. Druhorozený Jan Karel (1684 – okolo 1730) studoval spolu s Františkem Antonínem v Sieně. Věnoval se vojenské kariéře, roku 1721 se stal majitelem pěšího pluku a roku 1725 byl povýšen na generálmajora. Nejmladší Michael Vít (1692 – po 1700) byl kanovníkem v Pasově. Posledním příslušníkem linie byl Vít Eusebius (1688-1760), kanovník v Pasově a v Olomouci a infulovaný převor kláštera Jana Křtitele v Zsámbék v západních Uhrách, který zemřel v březnu 1760 ve Vídni.

## Knížecí linie
Knížecí větev pochází od Jana Leopolda Donáta (1659–1724). Patřil mezi důvěrníky a oblíbence císařů Josefa I. a Karla VI., kariéru ovšem zahájil již za vlády jejich otce Leopolda I., kdy byl jmenován říšským dvorním radou (1683). Rozhodující pro jeho další osudy bylo ale jmenování komořím (1685) a následně nejvyšším komořím a vychovatelem (1690) budoucího císaře Josefa I. Po Josefově nástupu na trůn se Trautson stal českým kancléřem (1705–1713), krátce na to také nejvyšším hofmistrem (1707–1711) a tento úřad vykonával i za vlády císařova bratra Karla VI. (1721–1727). Jako člen tajné konference (od 1709) se podílel na sepsání Pragmatické sankce a roku 1698 získal Zlaté rouno.
Roku 1711 byl Jan Leopold Donát povýšen do knížecího stavu a dostal svolení v případě vymření vlastní linie přenést titul na potomky bratra Františka Eusebia. S Marií Terezií hraběnkou Ungnadovou z Weissenwolfu (1678/9–1740/1) vyženil panství Vlašim ve středních Čechách a Ennsegg v Rakousích, ke kterým přikoupil řadu dalších statků v českých zemích (např. Dolní Kralovice, Čechtice, Křivsoudov a Zahrádku), Dolních Rakousích a Uhrách v ceně 1 400 000 zlatých. S císařským svolením z nich zřídil majorát dědičný v knížecí linii Trautsonů (1724).
Jan Leopold Donát měl dvanáct dětí. Antonín Arnošt Kryštof (1701/2–1744) byl komturem Maltézských rytířů v Mailbergu a zplnomocněným ministrem řádu. Mimo to byl od roku 1741 plukovníkem a velitelem tělesné gardy císařovny-vdovy Alžběty. Zemřel na skvrnitý tyfus a zanechal po sobě značné dluhy. Jan Josef Ignác (1704–1757), patřil mezi rádce a spolupracovníky Marie Terezie. Byl kanovníkem v Salcburku, Pasově a Vratislavi, roku 1751 se stal vídeňským arcibiskupem a roku 1756 kardinálem. František Karel Ignác (1707–1732) studoval v Římě a dosáhl hodnosti doktora svobodných umění. Roku 1724 vstoupil do císařské armády a zemřel o osm let později v Neapoli.
Nejstarším synem Jana Leopolda Donáta byl druhý kníže Jan Vilém (1700–1775). Zastával řadu úřadů u vídeňského dvora a při české korunovaci Karla VI. (1723) byl pasován na rytíře sv. Václava. Stejně jako jeho mladší bratr Jan Josef Ignác byl předním spolupracovníkem Marie Terezie, která jej roku 1746 jmenovala svým nejvyšším hofmistrem a prezidentem Nejvyššího revisoria. V této funkci také z pověření císařovny vedl proces proti známému pandurskému plukovníkovi baronu Franz von Trenck. Od roku 1753 kníže Trautson zastával úřad zemského maršálka v Dolních Rakousích, kde byl též (od 1762) vrchním direktorem zemských desk. Roku 1746/49 získal Řád zlatého rouna.
Kníže Jan Vilém byl třikrát ženat. Oba jeho synové – František Antonín (1737–1750), c. k. komoří a přísedící zemského soudu, Leopold Donát (1739–1758), rytíř řádu Johanitů a poručík 7. pěšího pluku – ale zemřeli svobodní ještě před otcem a Jan Vilém se stal posledním Trautsonem po meči. Univerzálním dědicem většiny rodových statků se proto učinil svého vnuka hraběte Karla z Auerspergu (1750–1822), druhorozeného syna své nejstarší dcery Marie Josefy Rosalie (1724–1792) a Karla Josefa z Auersperga (1720–1800). Podle rozhodnutí knížete Jana Viléma musel Karel přijmout erb a jméno jeho rodu a nadále se psát Auersperg-Trautson.
Kníže Karel z Auerspergu-Trautsonu byl císařským polním podmaršálkem a vyznamenal se v bojích proti Turkům. Ve válce s Francií však nebyl tak úspěšný a roku 1805 dokonce skončil před vojenským soudem. Před trestem degradace a vězení jej zachránil jen osobní zákrok císaře. Karel byl ale zbaven velení a nadále zastával jen úřad nejvyššího lovčího. Protože jeho manželství s Josefinou princeznou Lobkovicovou (1756–1825) zůstalo bezdětné, adoptoval prasynovce Vincence Karla Auerperga (1812–1867) a učinil jej svým dědicem. Roku 1963 vnuk Vincence Karla Eduard Karel (1917–2002) přijal příjmení Auersperg-Trautson a navázal tak na tradice tohoto starobylého tyrolského rodu.

## Erb
Čtvrcený štít s modrým srdečním štítem se stříbrnou podkovou (původní erb Trautsonů). V prvním zlatém poli je černý dvouhlavý korunovaný říšský orel se zlatým R na hrudi, jako projev milosti císaře Rudolfa II. V druhém červeném poli se stříbrným břevnem je sokol (něm. Falke) přirozené barvy, stojící na prostředním vrcholu stříbrného trojskalí, který představuje hrabství Falkenstein. Ve třetím stříbrném poli je černý kráčející kohout s červenou zbrojí na černém trojvrší. Představuje panství Sprechenstein. Ve čtvrtém zlatém poli je z červených plamenů rostoucí černý kozorožec, který představuje panství Schrofenstein.
Na štítu je pět přilbic, první tři jsou korunované a všechny mají klenoty. V prostředním klenotu je z milosti císařské říšský orel, jako v prvním poli. V druhém klenotu je kohout z třetího pole. Ve třetím klenotu je sokol z druhého pole. Čtvrtá přilba je původní trautsonská přilba, která má v klenotu chochol z černého pštrosího peří na stříbrno-červené tyči, rostoucí z černého polštáře. V pátém klenotu je kozorožec ze čtvrtého pole.

## Nositelé jména Trautson
- Hanuš z Trautsonu (1509–1589) – nejvyšší dvorský maršálek císaře Ferdinanda I. a nejvyšší říšský hofmistr císaře Maxmiliána II.
- Pavel Sixtus I. z Trautsonu (1550–1621) – rytíř Řádu zlatého rouna, nejvyšší dvorský maršálek Rudolfa II., prezident říšské dvorské rady
- Jan František z Trautsonu (1609–1663) – rytíř Řádu zlatého rouna, místodržitel a nejvyšší hofmistr Dolních Rakous, zemský maršálek v Tyrolích
- Arnošt z Trautsonu (1633–1702) – biskup vídeňský
- Pavel Sixtus II. z Trautsonu (1635–1678) – diplomat, císařský vyslanec v Madridu a na mírovém kongresu v Nymwegach
- Jan Leopold Donát kníže Trautson (1659–1724) – rytíř Řádu zlatého rouna, nejvyšší hofmistr Josefa I. a Karla VI., stavebník vídeňského rodového paláce
- Jan Vilém kníže Trautson (1700–1775) – rytíř Řádu zlatého rouna, nejvyšší hofmistr Marie Terezie, poslední mužský člen rodu
- Jan Josef z Trautsonu (1704–1757) – knížecí arcibiskup vídeňský, kardinál
- Marie Josefa z Trautsonu, provdaná z Auerspergu (1724–1792) – zakladatelka zámeckého parku ve Vlašimi

## Příbuzenstvo
Byli spřízněni sňatky s Auerspergy, Mansfeldy, Slavaty, Ditrichštejny, Ungnady, Fuggery, Lambergy a dalšími rody.